# Microsoft Project
Microsoft Project é um software de gestão de projectos (ou gerência de projeto) produzido pela Microsoft. Uma das alternativas ao MS Project é o ProjectLibre.

## Visão geral
Criado pela Microsoft em 1985 (primeira versão). Nos anos posteriores sofreu profundas mudanças. Possui recursos relacionados à gestão de projetos. São vários os focos do Ms Project: tempo (datas, duração do projeto, calendário de trabalho), gráfico de Gantt, modelo probabilístico (para cálculos relacionados a planejamento), Diagrama da Rede, Custos (fixos, não fixos, outros) e uma gama de relatórios.
No geral, baseia-se no modelo diagrama de rede, utiliza tabelas no processo de entrada de dados, permite uso de subprojetos, possui recursos para agrupar, filtrar e classificar tarefas,possui um conjunto padrão de relatórios e os usuários podem criar seus próprios relatórios, permite definição de “semana de trabalho”, etc.

## Por que utilizar o Microsoft Project ou MS Project?

### Garante o Agendamento
O agendamento é uma das ferramentas mais críticas necessárias para gerenciar um projeto até sua conclusão. Ao utilizar este recurso no MS Project, você pode agendar um projeto a partir das informações que você insere sobre o projeto geral, as tarefas individuais necessárias para a conclusão do projeto e os recursos (pessoas, equipamentos, materiais) necessários para completar esses projetos. tarefas.
Se houver alterações que ocorrem nas tarefas ou recursos após a criação da agenda, você poderá atualizá-las e o MS Project atualizará a programação.

### Controla os custos e gerenciamento de orçamento
As estimativas orçamentárias iniciais podem ser inseridos com base nos tipos de recursos e equipamentos necessários para o projeto específico em questão. Para controlar com precisão o orçamento e gerenciar os custos, o cronograma deve ser estabelecido e os recursos atribuídos.
O MS Project permite que orçamentos sejam criados no nível da tarefa, para fatores como equipamentos, viagens e mão-de-obra, e fornece suporte para o relatório de desvios de custo e o rastreamento de custos reais em relação a estimativas.

### Atribui os recursos
Ao atribuir recursos, você cria a associação entre tarefas específicas e os recursos (um ou mais) necessários para concluí-los. Esses recursos incluem os recursos de trabalho (pessoas e equipamentos necessários para concluir uma tarefa) e recursos materiais (materiais ou suprimentos).
A atribuição de recursos é facilitada pelo MS Project. Você seleciona a tarefa e, em seguida, seleciona o recurso necessário e, por último, insere as unidades de atribuição.

### Facilita a Gestão da Qualidade
A gestão da qualidade é o conjunto de atividades planejadas no início do projeto que ajudam a alcançar a qualidade do projeto que está sendo executado. Essas são definidas com base nos padrões de qualidade definidos pelo gerente do projeto e pela empresa que entrega o produto.

## Como acompanhar o progresso e o caminho crítico?
Para que o projeto termine no prazo, o caminho crítico (uma série de tarefas, ou até mesmo uma única tarefa) deve ser concluído dentro do cronograma. A conclusão do caminho crítico determinará a data de término do projeto. O MS Project define o caminho crítico determinando se as tarefas críticas têm ou não uma folga, o que significa que elas terminarão cedo ou tarde de acordo com a data de início e duração programada.
Ao conhecer e rastrear o caminho crítico do projeto, bem como os recursos atribuídos a tarefas críticas, a data de término do projeto pode ser determinada. Manter o controle da conclusão e do status das tarefas críticas é essencial para manter o projeto em andamento para ser concluído no prazo.
Conforme analisado acima, é importante lembrar que o MS Project não é um aplicativo de planilha simples, como o MS Excel. Portanto, é melhor se inscrever em um curso de treinamento antes de começar a usá-lo. Tentar aprender por tentativa e erro pode custar-lhe muitas vezes o custo de um bom curso de formação.

## Como o Microsoft Project ajuda a organização?
O Microsoft Project suporta a organização e planejamento de projetos- uma das primeiras etapas da fase de planejamento no gerenciamento de projetos envolve a EAP (estrutura de divisão de trabalho) que permite mapear as fases principais e suas respectivas tarefas no projeto, que se torna parte do cronograma do projeto.
A ideia é que o seu escopo se traduz na EAP; tudo em seu escopo deve estar em sua EAP, se não for, a EAP não é uma representação verdadeira do escopo de seu projeto. O Microsoft Project permite criar novos agendamentos ou usar modelos salvos para organizar e planejar o projeto, pois permite estabelecer um relacionamento entre essas tarefas, de modo que, quando uma tarefa é movida, ela realça as alterações nas tarefas vinculadas subsequentes.
O cronograma do projeto é um documento importante que contém informações que devem ser comunicadas à equipe envolvida. Permite que equipes de médio a grande porte tenham acesso à programação mais recente com base nas atualizações, vejam suas atribuições e também monitorem suas planilhas de horas, etc., para listar algumas funções. O cronograma do projeto é um registro que pode ser vantajoso quando usado corretamente. Por exemplo, não há realmente nenhum ponto em fazer uma lista de compras, se você não vai busca-la.
Da mesma forma, criar um cronograma do projeto e não o atualizar pelo menos uma vez por semana, quando você percebe que o atraso em uma ou duas tarefas levou o projeto muito fora do prazo… é um pouco tarde demais. Atualizar um cronograma regularmente permite acompanhar o andamento do projeto e permite ver o impacto geral nas próximas tarefas para ajustar o cronograma de acordo com as datas do contrato ou para aceitar a alteração e continuar com o projeto.

## Qual o benefício o Microsoft Project proporciona?
O benefício adicional de rastrear o progresso do projeto no MS Project é a facilidade de gerar relatórios para avaliar a integridade do projeto e dar suporte à tomada de decisão da alta gerência. O desenvolvimento de métricas para geração de relatórios é essencial para o gerenciamento superior e o Gerenciamento de Portfólios, pois fornece uma visão do desempenho dos projetos, análise do motivo pelo qual os projetos estão atrasando e cria responsabilidade para os Gerentes de Projeto e suas equipes para a alta gerência.
Por último, muitas vezes as organizações aceitam projetos que foram feitos antes ou têm similaridade com outros projetos, o que poderia ser um bom ponto de partida para novos projetos. Assim sendo, arquivar esses cronogramas e relatórios, como relatórios de riscos, lições aprendidas, etc., auxilia no planejamento de novos projetos semelhantes e orienta a organização e seus projetos para a eficiência.
As organizações gastam bilhões de dólares todos os anos em projetos e a maioria desses projetos não termina dentro do prazo ou do orçamento. E enquanto a maioria das organizações perde dinheiro devido a atrasos ou resultados de baixa qualidade, muitas empresas estão tomando iniciativas e investindo na melhoria de seus processos de gerenciamento de projetos para obter rentabilidade e crescimento. Em conclusão, um elemento-chave do gerenciamento de projetos é agendar e desenvolver métrica (s) para acompanhar o progresso do projeto e o Microsoft Project é uma ferramenta que se adapta ao modelo de gerenciamento das organizações e o aprimora ainda mais.